# Grevillea oleoides
Grevillea oleoides là một loài thực vật có hoa trong họ Quắn hoa. Loài này được Sieber ex Schult. miêu tả khoa học đầu tiên năm 1827.